# Een sprong in de tijd
 Een sprong in de tijd is het vijftiende studioalbum van Stef Bos uit 2016. 

## Nummers
| Nr. | Titel                | Schrijver(s)                                                                    | Duur |
| --- | -------------------- | ------------------------------------------------------------------------------- | ---- |
| 1.  | Ik zie u graag       | Lené te Voortwis, René van Mierlo, Martin de Wagter, Steven Cornillie, Stef Bos | 3:50 |
| 2.  | Dichter bij de kern  | Lené te Voortwis, René van Mierlo, Martin de Wagter, Steven Cornillie, Stef Bos | 4:19 |
| 3.  | Jong in mijn kop     | Stef Bos                                                                        | 3:50 |
| 4.  | Einde of begin       | René van Mierlo Stef Bos                                                        | 3:23 |
| 5.  | Kan het niet alleen  | Lené te Voortwis, René van Mierlo, Martin de Wagter, Steven Cornillie, Stef Bos | 4:30 |
| 6.  | Hoek af              | Lené te Voortwis, René van Mierlo, Martin de Wagter, Steven Cornillie, Stef Bos | 3:11 |
| 7.  | Foto’s               | René van Mierlo Stef Bos                                                        | 4:24 |
| 8.  | Vogelvlucht          | Lené te Voortwis, René van Mierlo, Martin de Wagter, Steven Cornillie, Stef Bos | 4:40 |
| 9.  | Mijn tijd            | Lené te Voortwis, René van Mierlo, Martin de Wagter, Steven Cornillie, Stef Bos | 4:44 |
| 10. | Ruimte in mijn hoofd | Lené te Voortwis, René van Mierlo, Martin de Wagter, Steven Cornillie, Stef Bos | 3:39 |
| 11. | Slaapwandelaar       | Lené te Voortwis, René van Mierlo, Martin de Wagter, Steven Cornillie, Stef Bos | 4:42 |
| 12. | Open mij             | Lené te Voortwis, René van Mierlo, Martin de Wagter, Steven Cornillie, Stef Bos | 5:06 |